# 이다시
이다시(일본어: 飯田市)는 일본 나가노현 남부에 있는 시이다.
신슈에서 가장 남쪽에 있는 시로 미나미신슈 광역 연합을 형성하는 최대의 자치체이며 나가노현에서 인구 10만 명을 넘는 난신 지방 최대 도시로 나가노시, 마쓰모토시, 우에다시를 잇는 현내 4위의 도시이다. 에도 시대에는 이다번의 조카마치(성시)로 번창했고 현재는 사과 가로수와 인형극(이이다꼭두극제) 거리로 발전하였다. 옛 조카마치(성시)의 모습이 남아 있는 전통 상점가(마치나미)와 지금도 남아 있는 전통 예능이 많아 미나미신슈의 "작은 교토"가 되고 있다. 또 "환경 문화 도시"로서 태양광 발전 등에도 힘을 쓰고 있다.

## 기후
대륙성 기후에서 중앙 고지식 기후에 속한다.
| 이다시의 기후                                                | 이다시의 기후 | 이다시의 기후 | 이다시의 기후 | 이다시의 기후 | 이다시의 기후 | 이다시의 기후 | 이다시의 기후 | 이다시의 기후 | 이다시의 기후 | 이다시의 기후 | 이다시의 기후 | 이다시의 기후 | 이다시의 기후   |
| 월                                                           | 1월           | 2월           | 3월           | 4월           | 5월           | 6월           | 7월           | 8월           | 9월           | 10월          | 11월          | 12월          | 연간            |
| ------------------------------------------------------------ | ------------- | ------------- | ------------- | ------------- | ------------- | ------------- | ------------- | ------------- | ------------- | ------------- | ------------- | ------------- | --------------- |
| 역대 최고 기온 °C (°F)                                       | 19.7 (67.5)   | 21.1 (70.0)   | 26.2 (79.2)   | 31.4 (88.5)   | 33.8 (92.8)   | 36.4 (97.5)   | 37.4 (99.3)   | 37.7 (99.9)   | 36.1 (97.0)   | 31.0 (87.8)   | 26.1 (79.0)   | 20.9 (69.6)   | 37.7 (99.9)     |
| 일평균 최고 기온 °C (°F)                                     | 6.7 (44.1)    | 8.1 (46.6)    | 12.2 (54.0)   | 18.6 (65.5)   | 23.6 (74.5)   | 26.5 (79.7)   | 30.0 (86.0)   | 31.6 (88.9)   | 27.2 (81.0)   | 20.9 (69.6)   | 14.8 (58.6)   | 8.9 (48.0)    | 19.1 (66.4)     |
| 일일 평균 기온 °C (°F)                                       | 1.0 (33.8)    | 2.3 (36.1)    | 6.1 (43.0)    | 11.8 (53.2)   | 16.9 (62.4)   | 20.6 (69.1)   | 24.4 (75.9)   | 25.4 (77.7)   | 21.5 (70.7)   | 15.0 (59.0)   | 8.6 (47.5)    | 3.4 (38.1)    | 13.1 (55.6)     |
| 일평균 최저 기온 °C (°F)                                     | −3.6 (25.5)   | −2.7 (27.1)   | 0.6 (33.1)    | 5.9 (42.6)    | 11.1 (52.0)   | 16.0 (60.8)   | 20.3 (68.5)   | 20.9 (69.6)   | 17.3 (63.1)   | 10.7 (51.3)   | 3.9 (39.0)    | −1.1 (30.0)   | 8.3 (46.9)      |
| 역대 최저 기온 °C (°F)                                       | −16.5 (2.3)   | −15.2 (4.6)   | −11.9 (10.6)  | −5.1 (22.8)   | −0.9 (30.4)   | 3.9 (39.0)    | 10.1 (50.2)   | 10.9 (51.6)   | 4.6 (40.3)    | −2.0 (28.4)   | −7.5 (18.5)   | −13.7 (7.3)   | −16.5 (2.3)     |
| 평균 강수량 mm (인치)                                        | 63.4 (2.50)   | 78.7 (3.10)   | 139.1 (5.48)  | 141.0 (5.55)  | 153.8 (6.06)  | 192.0 (7.56)  | 240.1 (9.45)  | 149.4 (5.88)  | 208.6 (8.21)  | 163.3 (6.43)  | 93.4 (3.68)   | 65.4 (2.57)   | 1,688.1 (66.46) |
| 평균 강설량 cm (인치)                                        | 25 (9.8)      | 22 (8.7)      | 4 (1.6)       | 0 (0)         | 0 (0)         | 0 (0)         | 0 (0)         | 0 (0)         | 0 (0)         | 0 (0)         | 1 (0.4)       | 9 (3.5)       | 61 (24)         |
| 평균 강수일수 (≥ 0.5 mm)                                     | 8.5           | 7.8           | 11.5          | 10.8          | 11.2          | 13.6          | 14.5          | 11.5          | 11.5          | 10.8          | 8.7           | 9.3           | 129.6           |
| 평균 강설일수                                                | 14.6          | 10.9          | 6.9           | 1.6           | 0.0           | 0.0           | 0.0           | 0.0           | 0.0           | 0.0           | 1.8           | 10.8          | 48.8            |
| 평균 상대 습도 (%)                                           | 66            | 63            | 61            | 62            | 66            | 72            | 75            | 74            | 75            | 76            | 74            | 71            | 70              |
| 평균 월간 일조시간                                           | 180.5         | 172.0         | 187.9         | 193.5         | 204.5         | 155.7         | 166.2         | 195.2         | 154.6         | 154.0         | 149.9         | 160.7         | 2,074.5         |
| 출처: 일본 기상청 (평년값: 1991년~2020년, 극값: 1897년~현재) |               |               |               |               |               |               |               |               |               |               |               |               |                 |

## 인접하는 자치체
- 나가노현
  - 가미이나군 이지마정
  - 시모이나군 마쓰카와정, 다카모리정, 아치촌, 시모조촌, 야스오카촌, 덴류촌, 다카기촌, 도요오카촌, 오시카촌
  - 기소군 나기소정, 오쿠와촌

- 시즈오카현
  - 시즈오카시(아오이구)
  - 하마마쓰시(덴류구)
  - 하이바라군 가와네혼정

## 역사
- 1889년 4월 1일 - 시정촌제 시행으로 이다정이 성립하였다.
- 1937년 4월 1일 - 이다정과 가미이다정이 합병해 시로 승격하여 이다시가 되었다.
- 1970년 4월 1일 - 가미사토촌이 정으로 승격해 가미사토정이 되었다.
- 1984년 12월 1일 - 가나에정을 편입하였다.
- 1993년 7월 1일 - 가미사토정을 편입하였다.
- 2005년 10월 1일 - 가미촌, 미나미시나노촌을 편입하였다.

## 교통

### 철도
- 도카이 여객철도 이다선

### 도로
- 주요 자동차도
- 산엔난신 자동차도
- 국도 151호선
- 국도 152호선
- 국도 153호선
- 국도 256호선
- 국도 418호선

## 인구
| 연도 | 인구    | ±%     |
| ---- | ------- | ------ |
| 1940 | 96,834  | —      |
| 1950 | 114,140 | +17.9% |
| 1960 | 107,902 | −5.5%  |
| 1970 | 104,789 | −2.9%  |
| 1980 | 109,465 | +4.5%  |
| 1990 | 110,402 | +0.9%  |
| 2000 | 110,589 | +0.2%  |
| 2010 | 105,364 | −4.7%  |